# Список наград и номинаций фильма «Джокер» (2019)
«Джо́кер» (англ. Joker) — американский психологический триллер режиссёра Тодда Филлипса по сценарию, написанному Филлипсом совместно со Скоттом Сильвером. Главную роль исполнил Хоакин Феникс. Фильм выпущен студиями Warner Bros. и DC Films. Действие картины происходит в 1981 году, главным героем является Артур Флек — неудачник и психически нездоровый человек, пытающийся стать стендап-комиком, однако из-за игнорирования общества, тот стал символом восстания против богатых в Готэм-Сити. В фильме также снимались Роберт Де Ниро, Зази Битц, Фрэнсис Конрой, Бретт Каллен и другие актёры.
Премьера состоялась 31 августа 2019 года на 76-м Венецианском кинофестивале, где картина удостоилась главного приза — «Золотого льва». Фильм вышел 4 октября 2019 года, а в России — 3 октября. Однако на выходе «Джокер» получил смешанные отзывы от кинокритиков — несмотря на положительную оценку актёрской игры Феникса, музыки и ценностей картины, чересчур мрачные тона, изображение психических расстройств и насилие были встречены нейтрально. Тем не менее картина получила признание среди зрителей. Фильм собрал в мировом прокате более одного миллиарда долларов, что позволило ему занять седьмую строчку в списке самых кассовых фильмов 2019 года и стать самым кассовым в истории среди картин категории R, а также первым фильмом с данным рейтингом, чьи сборы превысили миллиард долларов.
Несмотря на нейтральные отзывы критиков, фильм получил множество наград. На 92-й церемонии вручения премии «Оскар» фильм «Джокер» был номинирован в одиннадцати категориях, включая лучший фильм и лучшую режиссуру, одержав победу в двух номинациях: Хоакин Феникс получил премию «Оскар» за лучшую мужскую роль, а композитор фильма Хильдур Гуднадоуттир — за лучшую музыку к фильму. Феникс и Гуднадоуттир также получили «Золотой глобус» и BAFTA. Кроме того, исполнитель главной роли также был удостоен награды Американской Гильдии киноактёров за лучшую мужскую роль.

## Награды и номинации
| Награда                                                  | Дата церемонии   | Категория | Номинанты и получатели                                                          | Результат    | Ист.                        |
| -------------------------------------------------------- | ---------------- | --- | ------------------------------------------------------------------------------- | ------------ | --------------------------- |
| Международная премия AACTA                               | 3 января 2020    | Лучший фильм | «Джокер»                                                                        | Номинация    | [ 6 ] [ 7 ]                 |
| Международная премия AACTA                               | 3 января 2020    | Лучшая режиссура | Тодд Филлипс                                                                    | Номинация    | [ 6 ] [ 7 ]                 |
| Международная премия AACTA                               | 3 января 2020    | Лучший сценарий | Тодд Филлипс, Скотт Сильвер                                                     | Номинация    | [ 6 ] [ 7 ]                 |
| Международная премия AACTA                               | 3 января 2020    | Лучшая мужская роль | Хоакин Феникс                                                                   | Номинация    | [ 6 ] [ 7 ]                 |
| AARP Movies for Grownups Awards                          | 11 января 2020   | Выбор читателей | «Джокер»                                                                        | Номинация    | [ 8 ] [ 9 ]                 |
| «Оскар»                                                  | 9 февраля 2020   | Лучший фильм | Брэдли Купер, Тодд Филлипс, Эмма Тиллинджер Коскофф                             | Номинация    | [ 10 ] [ 11 ]               |
| «Оскар»                                                  | 9 февраля 2020   | Лучшая режиссёрская работа                                                                                                  | Тодд Филлипс                                                                    | Номинация    | [ 10 ] [ 11 ]               |
| «Оскар»                                                  | 9 февраля 2020   | Лучший адаптированный сценарий                                                                                              | Тодд Филлипс, Скотт Сильвер                                                     | Номинация    | [ 10 ] [ 11 ]               |
| «Оскар»                                                  | 9 февраля 2020   | Лучшая мужская роль | Хоакин Феникс                                                                   | Победа       | [ 10 ] [ 11 ]               |
| «Оскар»                                                  | 9 февраля 2020   | Лучшая операторская работа                                                                                                  | Лоуренс Шер                                                                     | Номинация    | [ 10 ] [ 11 ]               |
| «Оскар»                                                  | 9 февраля 2020   | Лучший грим и причёски | Ники Ледерманн, Кей Джорджио                                                    | Номинация    | [ 10 ] [ 11 ]               |
| «Оскар»                                                  | 9 февраля 2020   | Лучший дизайн костюмов | Марк Бриджес                                                                    | Номинация    | [ 10 ] [ 11 ]               |
| «Оскар»                                                  | 9 февраля 2020   | Лучший монтаж | Джефф Грот                                                                      | Номинация    | [ 10 ] [ 11 ]               |
| «Оскар»                                                  | 9 февраля 2020   | Лучшая музыка к фильму | Хильдур Гуднадоуттир                                                            | Победа       | [ 10 ] [ 11 ]               |
| «Оскар»                                                  | 9 февраля 2020   | Лучший звуковой монтаж | Алан Роберт Мюррей                                                              | Номинация    | [ 10 ] [ 11 ]               |
| «Оскар»                                                  | 9 февраля 2020   | Лучший звук | Том Озанич, Дин А. Жупанчич, Тод А. Мейтленд                                    | Номинация    | [ 10 ] [ 11 ]               |
| Премия Союза женщин-киножурналистов                      | 10 января 2020   | Лучшая мужская роль | Хоакин Феникс                                                                   | Номинация    | [ 12 ] [ 13 ]               |
| «Аманда»                                                 | 14 августа 2020  | Лучший полнометражный фильм на иностранном языке                                                                            | «Джокер»                                                                        | Победа       | [ 14 ]                      |
| Премия Американской ассоциации монтажёров                | 17 января 2020   | Лучший монтаж полнометражного драматического фильма                                                                         | Джефф Грот                                                                      | Номинация    | [ 15 ] [ 16 ]               |
| Премия Американского института киноискусства             | 3 января 2020    | 10 лучших фильмов | «Джокер»                                                                        | Победа       | [ 17 ]                      |
| Премия Американского общества кинооператоров             | 25 января 2020   | Лучшая операторская работа                                                                                                  | Лоуренс Шер                                                                     | Номинация    | [ 18 ] [ 19 ]               |
| Премия Гильдии художников-постановщиков США              | 1 февраля 2020   | Лучший художник-постановщик в фильме с привязкой к определённой исторической эпохе                                          | Марк Фридберг                                                                   | Номинация    | [ 20 ]                      |
| Премия Австралийской ассоциации кинокритиков             | 7 февраля 2020   | Лучший международный фильм на английском языке                                                                              | «Джокер»                                                                        | Номинация    | [ 21 ]                      |
| Бельгийская ассоциация кинокритиков                      | 4 января 2020    | Гран-при | «Джокер»                                                                        | Номинация    | [ 22 ] [ 23 ]               |
| «Голубая лента»                                          | 18 февраля 2020  | Лучший фильм на иностранном языке                                                                                           | «Джокер»                                                                        | Победа       | [ 24 ]                      |
| BMI Awards                                               | 15 июня 2020     | Музыка к фильму | Хильдур Гуднадоуттир                                                            | Победа       | [ 25 ]                      |
| BMI Awards                                               | 15 июня 2020     | Особое признание за получение премии «Оскар»                                                                                | Хильдур Гуднадоуттир                                                            | Победа       | [ 25 ]                      |
| «Бодиль»                                                 | 29 февраля 2020  | Лучший американский фильм                                                                                                   | «Джокер»                                                                        | Номинация    | [ 26 ]                      |
| Bogey Awards                                             | 14 октября 2019  | Bogey Award | «Джокер»                                                                        | Победа       | [ 27 ] [ 28 ]               |
| Bogey Awards                                             | 14 октября 2019  | Бронза | «Джокер»                                                                        | Победа       | [ 27 ] [ 28 ]               |
| Bogey Awards                                             | 14 октября 2019  | Серебро | «Джокер»                                                                        | Победа       | [ 27 ] [ 28 ]               |
| Bogey Awards                                             | 14 октября 2019  | Золото | «Джокер»                                                                        | Победа       | [ 27 ] [ 28 ]               |
| Премия Общества кинокритиков Бостона                     | 15 декабря 2019  | Лучшая мужская роль | Хоакин Феникс                                                                   | Второе место | [ 29 ]                      |
| BAFTA                                                    | 2 февраля 2020   | Лучший фильм | Брэдли Купер, Тодд Филлипс, Эмма Тиллинджер Коскофф                             | Номинация    | [ 30 ] [ 31 ]               |
| BAFTA                                                    | 2 февраля 2020   | Лучшая режиссура | Тодд Филлипс                                                                    | Номинация    | [ 30 ] [ 31 ]               |
| BAFTA                                                    | 2 февраля 2020   | Лучший адаптированный сценарий                                                                                              | Тодд Филлипс, Скотт Сильвер                                                     | Номинация    | [ 30 ] [ 31 ]               |
| BAFTA                                                    | 2 февраля 2020   | Лучшая мужская роль | Хоакин Феникс                                                                   | Победа       | [ 30 ] [ 31 ]               |
| BAFTA                                                    | 2 февраля 2020   | Лучшая музыка к фильму | Хильдур Гуднадоуттир                                                            | Победа       | [ 30 ] [ 31 ]               |
| BAFTA                                                    | 2 февраля 2020   | Лучший кастинг | Шейна Марковиц                                                                  | Победа       | [ 30 ] [ 31 ]               |
| BAFTA                                                    | 2 февраля 2020   | Лучшая операторская работа                                                                                                  | Лоуренс Шер                                                                     | Номинация    | [ 30 ] [ 31 ]               |
| BAFTA                                                    | 2 февраля 2020   | Лучший монтаж | Джефф Грот                                                                      | Номинация    | [ 30 ] [ 31 ]               |
| BAFTA                                                    | 2 февраля 2020   | Лучшая работа художника-постановщика                                                                                        | Марк Фридберг, Крис Моран                                                       | Номинация    | [ 30 ] [ 31 ]               |
| BAFTA                                                    | 2 февраля 2020   | Лучший грим и причёски | Кей Джорджио, Ники Ледерманн                                                    | Номинация    | [ 30 ] [ 31 ]               |
| BAFTA                                                    | 2 февраля 2020   | Лучший звук | Тод А. Мейтленд, Алан Роберт Мюррей, Том Озанич, Дин А. Жупанчич                | Номинация    | [ 30 ] [ 31 ]               |
| Премия Британского общества кинематографистов            | 16 февраля 2020  | Лучшая операторская работа в художественном фильме                                                                          | Лоуренс Шер                                                                     | Номинация    | [ 32 ]                      |
| Премия Британского общества кинематографистов            | 16 февраля 2020  | Премия для операторов | Джеффри Хейли                                                                   | Победа       | [ 32 ]                      |
| Cahiers du cinéma                                        | 6 января 2020    | Списки 10 лучших | «Джокер»                                                                        | 9-е место    | [ 33 ]                      |
| Camerimage                                               | 16 ноября 2019   | Золотая лягушка | Лоуренс Шер                                                                     | Победа       | [ 34 ] [ 35 ]               |
| Camerimage                                               | 16 ноября 2019   | Приз зрительских симпатий                                                                                                   | Лоуренс Шер                                                                     | Победа       | [ 34 ] [ 35 ]               |
| Голливудский международный кинофестиваль в Капри         | 2 января 2020    | Лучшая мужская роль | Хоакин Феникс                                                                   | Победа       | [ 36 ]                      |
| Премия Американского общества специалистов по кастингу   | 30 января 2020   | Большой бюджет — Драма | Шейна Марковиц                                                                  | Номинация    | [ 37 ]                      |
| «Сезар»                                                  | 28 февраля 2020  | Лучший фильм на иностранном языке                                                                                           | «Джокер»                                                                        | Номинация    | [ 38 ]                      |
| Премия Ассоциации кинокритиков Чикаго                    | 14 декабря 2019  | Лучшая мужская роль | Хоакин Феникс                                                                   | Номинация    | [ 39 ] [ 40 ]               |
| Премия Союза звукорежиссёров                             | 25 января 2020   | Выдающиеся достижения в микшировании звука для художественных фильмов                                                       | «Джокер»                                                                        | Номинация    | [ 41 ] [ 42 ]               |
| Кружок киносценаристов                                   | 20 января 2020   | Лучший фильм на иностранном языке                                                                                           | «Джокер»                                                                        | Номинация    | [ 43 ] [ 44 ]               |
| Clio Awards                                              | 21 ноября 2019   | Театральный: Тизер | JAX                                                                             | Победа       | [ 45 ]                      |
| «Выбор критиков»                                         | 12 января 2020   | Лучший фильм | «Джокер»                                                                        | Номинация    | [ 46 ] [ 47 ]               |
| «Выбор критиков»                                         | 12 января 2020   | Лучшая мужская роль | Хоакин Феникс                                                                   | Победа       | [ 46 ] [ 47 ]               |
| «Выбор критиков»                                         | 12 января 2020   | Лучший адаптированный сценарий                                                                                              | Скотт Сильвер, Тодд Филлипс                                                     | Номинация    | [ 46 ] [ 47 ]               |
| «Выбор критиков»                                         | 12 января 2020   | Лучшая операторская работа                                                                                                  | Лоуренс Шер                                                                     | Номинация    | [ 46 ] [ 47 ]               |
| «Выбор критиков»                                         | 12 января 2020   | Лучший дизайн костюмов | Марк Фридберг, Крис Моран                                                       | Номинация    | [ 46 ] [ 47 ]               |
| «Выбор критиков»                                         | 12 января 2020   | Лучшие причёски и грим | «Джокер»                                                                        | Номинация    | [ 46 ] [ 47 ]               |
| «Выбор критиков»                                         | 12 января 2020   | Лучшая музыка | Хильдур Гуднадоуттир                                                            | Победа       | [ 46 ] [ 47 ]               |
| Премия Ассоциации кинокритиков Даллас—Форт-Уэрта         | 16 декабря 2019  | Лучшая мужская роль | Хоакин Феникс                                                                   | Второе место | [ 48 ]                      |
| «Давид ди Донателло»                                     | 3 апреля 2020    | Лучший иностранный фильм | «Джокер»                                                                        | Номинация    | [ 49 ]                      |
| Премия Общества кинокритиков Детройта                    | 9 декабря 2019   | Лучшая мужская роль | Хоакин Феникс                                                                   | Номинация    | [ 50 ]                      |
| Dorian Awards                                            | 8 января 2020    | Лучший перформанс года — актёр                                                                                              | Хоакин Феникс                                                                   | Номинация    | [ 51 ] [ 52 ]               |
| Dragon Awards                                            | 7 сентября 2020  | Лучший научно-фантастический или фэнтезийный фильм                                                                          | «Джокер»                                                                        | Номинация    | [ 53 ]                      |
| Премия Кружка кинокритиков Дублина                       | 17 декабря 2019  | Лучший фильм | «Джокер»                                                                        | 4-е место    | [ 54 ]                      |
| Премия Кружка кинокритиков Дублина                       | 17 декабря 2019  | Лучший режиссёр | Тодд Филлипс                                                                    | 5-е место    | [ 54 ]                      |
| Премия Кружка кинокритиков Дублина                       | 17 декабря 2019  | Лучшая мужская роль | Хоакин Феникс                                                                   | Второе место | [ 54 ]                      |
| Премия Кружка кинокритиков Дублина                       | 17 декабря 2019  | Лучшая операторская работа                                                                                                  | Лоуренс Шер                                                                     | 3-е место    | [ 54 ]                      |
| Премия телеканала ETC Bollywood Business                 | 11 февраля 2020  | Самый успешный иностранный фильм                                                                                            | «Джокер»                                                                        | Номинация    | [ 55 ] [ 56 ]               |
| Премия Общества кинокритиков Флориды                     | 23 декабря 2019  | Лучшая мужская роль | Хоакин Феникс                                                                   | Номинация    | [ 57 ]                      |
| Премия Общества кинокритиков Флориды                     | 23 декабря 2019  | Лучшая музыка к фильму | Хильдур Гуднадоуттир                                                            | Номинация    | [ 57 ]                      |
| Премия Ассоциации кинокритиков Джорджии                  | 10 января 2020   | Лучшая мужская роль | Хоакин Феникс                                                                   | Номинация    | [ 58 ] [ 59 ]               |
| Премия Ассоциации кинокритиков Джорджии                  | 10 января 2020   | Лучший адаптированный сценарий                                                                                              | Тодд Филлипс, Скотт Сильвер                                                     | Номинация    | [ 58 ] [ 59 ]               |
| Премия Ассоциации кинокритиков Джорджии                  | 10 января 2020   | Лучшая музыка к фильму | Хильдур Гуднадоуттир                                                            | Номинация    | [ 58 ] [ 59 ]               |
| Рейтинг немецкого кино и СМИ                             | 12 марта 2020    | Приз «Настоятельно рекомендуется»                                                                                           | «Джокер»                                                                        | Победа       | [ 60 ]                      |
| Globe de Cristal Awards                                  | TBA              | Лучший иностранный фильм | «Джокер»                                                                        | Ожидается    | [ 61 ]                      |
| Gold Derby Awards                                        | 4 февраля 2020   | Лучший художественный фильм                                                                                                 | «Джокер»                                                                        | Номинация    | [ 62 ] [ 63 ]               |
| Gold Derby Awards                                        | 4 февраля 2020   | Лучшая мужская роль | Хоакин Феникс                                                                   | Победа       | [ 62 ] [ 63 ]               |
| Gold Derby Awards                                        | 4 февраля 2020   | Лучший адаптированный сценарий                                                                                              | Тодд Филлипс, Скотт Сильвер                                                     | Номинация    | [ 62 ] [ 63 ]               |
| Gold Derby Awards                                        | 4 февраля 2020   | Лучшая операторская работа                                                                                                  | Лоуренс Шер                                                                     | Номинация    | [ 62 ] [ 63 ]               |
| Gold Derby Awards                                        | 4 февраля 2020   | Лучший грим или причёски | Ники Ледерманн, Кей Джорджио                                                    | Номинация    | [ 62 ] [ 63 ]               |
| Gold Derby Awards                                        | 4 февраля 2020   | Лучшая музыка к фильму | Хильдур Гуднадоуттир                                                            | Победа       | [ 62 ] [ 63 ]               |
| Gold Derby Awards                                        | 4 февраля 2020   | Лучший звук | Тод А. Мейтленд, Алан Роберт Мюррей, Том Озанич, Дин А. Жупанчич                | Номинация    | [ 62 ] [ 63 ]               |
| Gold Derby Decade Awards                                 | 10 марта 2020    | Лучшая мужская роль | Хоакин Феникс                                                                   | Победа       | [ 64 ]                      |
| Gold Derby Decade Awards                                 | 10 марта 2020    | Лучшая музыка к фильму | Хильдур Гуднадоуттир                                                            | Второе место | [ 64 ]                      |
| Gold Derby Decade Awards                                 | 10 марта 2020    | Лучший актёр десятилетия | Хоакин Феникс                                                                   | Номинация    | [ 64 ]                      |
| «Золотой глобус»                                         | 5 января 2020    | Лучший фильм — драма | «Джокер»                                                                        | Номинация    | [ 65 ] [ 66 ]               |
| «Золотой глобус»                                         | 5 января 2020    | Лучшая мужская роль — драма                                                                                                 | Хоакин Феникс                                                                   | Победа       | [ 65 ] [ 66 ]               |
| «Золотой глобус»                                         | 5 января 2020    | Лучшая режиссура | Тодд Филлипс                                                                    | Номинация    | [ 65 ] [ 66 ]               |
| «Золотой глобус»                                         | 5 января 2020    | Лучший саундтрек | Хильдур Гуднадоуттир                                                            | Победа       | [ 65 ] [ 66 ]               |
| «Золотая малина»                                         | 16 марта 2020    | Наихудшее безрассудное пренебрежение к человеческой жизни и общественной собственности                                      | «Джокер»                                                                        | Номинация    | [ 67 ]                      |
| Golden Schmoes Awards                                    | 7 февраля 2020   | Любимый фильм года | «Джокер»                                                                        | Номинация    | [ 68 ]                      |
| Golden Schmoes Awards                                    | 7 февраля 2020   | Лучший режиссёр года | Тодд Филлипс                                                                    | Номинация    | [ 68 ]                      |
| Golden Schmoes Awards                                    | 7 февраля 2020   | Лучший сценарий года | Тодд Филлипс, Скотт Сильвер                                                     | Номинация    | [ 68 ]                      |
| Golden Schmoes Awards                                    | 7 февраля 2020   | Самый переоценённый фильм года                                                                                              | «Джокер»                                                                        | Второе место | [ 68 ]                      |
| Golden Schmoes Awards                                    | 7 февраля 2020   | Самый триповый фильм года                                                                                                   | «Джокер»                                                                        | Номинация    | [ 68 ]                      |
| Golden Schmoes Awards                                    | 7 февраля 2020   | Самый большой сюрприз года                                                                                                  | «Джокер»                                                                        | Победа       | [ 68 ]                      |
| Golden Schmoes Awards                                    | 7 февраля 2020   | Лучший актёр года | Хоакин Феникс                                                                   | Победа       | [ 68 ]                      |
| Golden Schmoes Awards                                    | 7 февраля 2020   | Самый крутой персонаж года                                                                                                  | Артур Флек / Джокер                                                             | Номинация    | [ 68 ]                      |
| Golden Schmoes Awards                                    | 7 февраля 2020   | Лучшая музыка в фильме | Хильдур Гуднадоуттир                                                            | Второе место | [ 68 ]                      |
| Golden Schmoes Awards                                    | 7 февраля 2020   | Любимый постер к фильму года                                                                                                | «Джокер»                                                                        | Номинация    | [ 68 ]                      |
| Golden Schmoes Awards                                    | 7 февраля 2020   | Лучший трейлер года | «Джокер»                                                                        | Второе место | [ 68 ]                      |
| Golden Schmoes Awards                                    | 7 февраля 2020   | Лучший DVD/Blu-ray года | «Джокер»                                                                        | Номинация    | [ 68 ]                      |
| Golden Schmoes Awards                                    | 7 февраля 2020   | Самая запоминающаяся сцена в фильме                                                                                         | Интервью Мюррея Франклина                                                       | Номинация    | [ 68 ]                      |
| Golden Schmoes Awards                                    | 7 февраля 2020   | Лучшая фраза года | «Я думал, что моя жизнь — это трагедия, теперь я понимаю, это грёбаная комедия» | Номинация    | [ 68 ]                      |
| «Золотой экран»                                          | 10 октября 2019  | Золотой экран | «Джокер»                                                                        | Победа       | [ 69 ]                      |
| «Золотой помидор»                                        | 18 февраля 2020  | Любимый актёр фанатов | Хоакин Феникс                                                                   | Победа       | [ 70 ] [ 71 ]               |
| «Золотой помидор»                                        | 18 февраля 2020  | Комикс/графический роман с лучшими отзывами                                                                                 | «Джокер»                                                                        | 5-е место    | [ 70 ] [ 71 ]               |
| «Золотой трейлер»                                        | 29 мая 2019      | Лучший тизер | Warner Bros., JAX                                                               | Номинация    | [ 72 ]                      |
| «Грэмми»                                                 | 14 марта 2021    | Лучший саундтрек для визуальных медиа                                                                                       | Хильдур Гуднадоуттир                                                            | Победа       | [ 73 ]                      |
| «Грэмми»                                                 | 14 марта 2021    | Лучшая аранжировка, инструментальная или а капелла                                                                          | Хильдур Гуднадоуттир (Bathroom Dance)                                           | Номинация    | [ 73 ]                      |
| Гран-при бразильского кино                               | 10 октября 2020  | Лучший иностранный фильм | «Джокер»                                                                        | Номинация    | [ 74 ]                      |
| Премия Гильдии музыкальных супервайзеров                 | 6 февраля 2020   | Лучшее музыкальное сопровождение для трейлеров                                                                              | Энни Колвин                                                                     | Победа       | [ 75 ]                      |
| Книга рекордов Гиннесса                                  | 9 декабря 2019   | Первый фильм с рейтингом R, заработавший 1 миллиард долларов                                                                | «Джокер»                                                                        | Победа       | [ 76 ]                      |
| Книга рекордов Гиннесса                                  | 9 декабря 2019   | Самый кассовый фильм с рейтингом R                                                                                          | «Джокер»                                                                        | Победа       | [ 76 ]                      |
| «Харви»                                                  | 11 октября 2020  | Лучшая адаптация комикса | «Джокер»                                                                        | Номинация    | [ 77 ]                      |
| Hochi Film Awards                                        | 19 декабря 2019  | Лучший международный фильм                                                                                                  | «Джокер»                                                                        | Победа       | [ 78 ]                      |
| Премия Ассоциации критиков Голливуда                     | 9 января 2020    | Лучший фильм | «Джокер»                                                                        | Номинация    | [ 79 ] [ 80 ]               |
| Премия Ассоциации критиков Голливуда                     | 9 января 2020    | Лучшая мужская роль | Хоакин Феникс                                                                   | Победа       | [ 79 ] [ 80 ]               |
| Премия Ассоциации критиков Голливуда                     | 9 января 2020    | Лучший адаптированный сценарий                                                                                              | Скотт Сильвер, Тодд Филлипс                                                     | Номинация    | [ 79 ] [ 80 ]               |
| Премия Ассоциации критиков Голливуда                     | 9 января 2020    | Лучшая операторская работа                                                                                                  | Лоуренс Шер                                                                     | Номинация    | [ 79 ] [ 80 ]               |
| Премия Ассоциации критиков Голливуда                     | 9 января 2020    | Лучший дизайн костюмов | Марк Бриджес                                                                    | Номинация    | [ 79 ] [ 80 ]               |
| Премия Ассоциации критиков Голливуда                     | 9 января 2020    | Лучшие причёски и грим | Ники Ледерманн, Кей Джорджио                                                    | Номинация    | [ 79 ] [ 80 ]               |
| Премия Ассоциации критиков Голливуда                     | 9 января 2020    | Лучшая музыка к фильму | Хильдур Гуднадоуттир                                                            | Победа       | [ 79 ] [ 80 ]               |
| Hollywood Music in Media Awards                          | 20 ноября 2019   | Лучшая музыка к художественному фильму                                                                                      | Хильдур Гуднадоуттир                                                            | Победа       | [ 81 ]                      |
| Премия Общества кинокритиков Хьюстона                    | 2 января 2020    | Лучший фильм | «Джокер»                                                                        | Номинация    | [ 82 ]                      |
| Премия Общества кинокритиков Хьюстона                    | 2 января 2020    | Лучшая мужская роль | Хоакин Феникс                                                                   | Номинация    | [ 82 ]                      |
| Премия Общества кинокритиков Хьюстона                    | 2 января 2020    | Лучшая операторская работа                                                                                                  | Лоуренс Шер                                                                     | Номинация    | [ 82 ]                      |
| Премия Общества кинокритиков Хьюстона                    | 2 января 2020    | Лучшая музыка к фильму | Хильдур Гуднадоуттир                                                            | Номинация    | [ 82 ]                      |
| IGN Awards                                               | 31 декабря 2019  | Лучший фильм года | «Джокер»                                                                        | Номинация    | [ 83 ] [ 84 ] [ 85 ] [ 86 ] |
| IGN Awards                                               | 31 декабря 2019  | Победитель зрительских симпатий                                                                                             | «Джокер»                                                                        | Победа       | [ 83 ] [ 84 ] [ 85 ] [ 86 ] |
| IGN Awards                                               | 31 декабря 2019  | Лучший фильм по комиксам года                                                                                               | «Джокер»                                                                        | Номинация    | [ 83 ] [ 84 ] [ 85 ] [ 86 ] |
| IGN Awards                                               | 31 декабря 2019  | Лучший ведущий исполнитель                                                                                                  | Хоакин Феникс                                                                   | Победа       | [ 83 ] [ 84 ] [ 85 ] [ 86 ] |
| IGN Awards                                               | 31 декабря 2019  | Победитель зрительских симпатий                                                                                             | Хоакин Феникс                                                                   | Победа       | [ 83 ] [ 84 ] [ 85 ] [ 86 ] |
| IGN Awards                                               | 31 декабря 2019  | Лучший режиссёр | Тодд Филлипс                                                                    | Номинация    | [ 83 ] [ 84 ] [ 85 ] [ 86 ] |
| IGN Awards                                               | 31 декабря 2019  | Победитель зрительских симпатий                                                                                             | Тодд Филлипс                                                                    | Победа       | [ 83 ] [ 84 ] [ 85 ] [ 86 ] |
| Опрос критиков IndieWire                                 | 16 декабря 2019  | Лучший фильм | «Джокер»                                                                        | 9-е место    | [ 83 ]                      |
| Опрос критиков IndieWire                                 | 16 декабря 2019  | Лучший режиссёр | Тодд Филлипс                                                                    | 10-е место   | [ 83 ]                      |
| Опрос критиков IndieWire                                 | 16 декабря 2019  | Лучший сценарий | Тодд Филлипс                                                                    | 20-е место   | [ 83 ]                      |
| Опрос критиков IndieWire                                 | 16 декабря 2019  | Лучшая мужская роль | Хоакин Феникс                                                                   | 4-е место    | [ 83 ]                      |
| Опрос критиков IndieWire                                 | 16 декабря 2019  | Лучшая мужская роль второго плана                                                                                           | Роберт Де Ниро                                                                  | 23-е место   | [ 83 ]                      |
| Опрос критиков IndieWire                                 | 16 декабря 2019  | Лучшая операторская работа                                                                                                  | Лоуренс Шер                                                                     | 13-е место   | [ 83 ]                      |
| Премия Международной гильдии кинооператоров              | 7 февраля 2020   | Премия Максвелла Вайнберга за публицистическое мастерство                                                                   | «Джокер»                                                                        | Победа       | [ 87 ]                      |
| Премия Международного общества киноманов                 | 4 февраля 2020   | Лучшая мужская роль | Хоакин Феникс                                                                   | Номинация    | [ 88 ]                      |
| Премия Международного общества киноманов                 | 4 февраля 2020   | Лучшая музыка к фильму | Хильдур Гуднадоуттир                                                            | Номинация    | [ 88 ]                      |
| Премия Международной ассоциации киномузыкальных критиков | 20 февраля 2020  | Музыка к фильму года | «Джокер»                                                                        | Номинация    | [ 89 ]                      |
| Премия Международной ассоциации киномузыкальных критиков | 20 февраля 2020  | Кинокомпозитор года | Хильдур Гуднадоуттир                                                            | Номинация    | [ 89 ]                      |
| Премия Международной ассоциации киномузыкальных критиков | 20 февраля 2020  | Лучший музыка к драматическому фильму                                                                                       | «Джокер»                                                                        | Номинация    | [ 89 ]                      |
| Премия Международной ассоциации киномузыкальных критиков | 20 февраля 2020  | Музыкальная кинокомпозиция года                                                                                             | Call Me Joker                                                                   | Номинация    | [ 89 ]                      |
| Премия Японской киноакадемии                             | 6 марта 2020     | Лучший фильм на иностранном языке                                                                                           | «Джокер»                                                                        | Победа       | [ 90 ]                      |
| «Юпитер»                                                 | 19 марта 2020    | Лучший международный фильм                                                                                                  | «Джокер»                                                                        | Номинация    | [ 91 ] [ 92 ]               |
| «Юпитер»                                                 | 19 марта 2020    | Лучший международный актёр                                                                                                  | Хоакин Феникс                                                                   | Номинация    | [ 91 ] [ 92 ]               |
| Премия журнала Кинэма Дзюмпо                             | 19 февраля 2020  | Лучший иностранный фильм | «Джокер»                                                                        | Победа       | [ 93 ] [ 94 ]               |
| Премия журнала Кинэма Дзюмпо                             | 19 февраля 2020  | Лучший иностранный режиссёр                                                                                                 | Тодд Филлипс                                                                    | Победа       | [ 93 ] [ 94 ]               |
| Премия журнала Кинэма Дзюмпо                             | 19 февраля 2020  | Приз выбора читателей — лучший иностранный фильм                                                                            | «Джокер»                                                                        | Победа       | [ 93 ] [ 94 ]               |
| Премия журнала Кинэма Дзюмпо                             | 19 февраля 2020  | Приз выбора читателей — Лучший иностранный режиссёр                                                                         | Тодд Филлипс                                                                    | Победа       | [ 93 ] [ 94 ]               |
| Премия Лондонского кружка кинокритиков                   | 30 января 2020   | Фильм года | «Джокер»                                                                        | Номинация    | [ 95 ]                      |
| Премия Лондонского кружка кинокритиков                   | 30 января 2020   | Актёр года | Хоакин Феникс                                                                   | Победа       | [ 95 ]                      |
| «Майнити»                                                | 13 февраля 2020  | Лучший иностранный фильм | «Джокер»                                                                        | Победа       | [ 96 ]                      |
| «Майнити»                                                | 13 февраля 2020  | Приз выбора читателей | «Джокер»                                                                        | Победа       | [ 96 ]                      |
| Премия Гильдии визажистов и парикмахеров                 | 11 января 2020   | Лучший макияж персонажа | Ники Ледерманн, Таня Рибалов, Сандей Инглис                                     | Победа       | [ 97 ] [ 98 ]               |
| Премия Гильдии визажистов и парикмахеров                 | 11 января 2020   | Лучшая современная причёска в полнометражном фильме                                                                         | Кей Джорджио, Ванесса Андерсон                                                  | Номинация    | [ 97 ] [ 98 ]               |
| Golden Reel Awards                                       | 19 января 2020   | Художественный фильм — Диалог/дубляж                                                                                        | Алан Роберт Мюррей, Кира Ресслер, Кэрмерон Стинхаген                            | Номинация    | [ 99 ] [ 100 ]              |
| Golden Reel Awards                                       | 19 января 2020   | Художественный фильм — Звуковые эффекты/Фоли                                                                                | «Джокер»                                                                        | Номинация    | [ 99 ] [ 100 ]              |
| Golden Reel Awards                                       | 19 января 2020   | Художественный фильм — музыкальное сопровождение                                                                            | Лена Гилксон, Дэниел Уолдман                                                    | Номинация    | [ 99 ] [ 100 ]              |
| Премия национального кино и телевидения                  | 3 декабря 2019   | Лучший художественный фильм                                                                                                 | «Джокер»                                                                        | Номинация    | [ 101 ] [ 102 ]             |
| Премия национального кино и телевидения                  | 3 декабря 2019   | Лучший боевик | «Джокер»                                                                        | Номинация    | [ 101 ] [ 102 ]             |
| Премия национального кино и телевидения                  | 3 декабря 2019   | Лучшее исполнение в фильме                                                                                                  | Хоакин Феникс                                                                   | Номинация    | [ 101 ] [ 102 ]             |
| Премия национального кино и телевидения                  | 3 декабря 2019   | Лучшее исполнение в фильме                                                                                                  | Роберт Де Ниро                                                                  | Победа       | [ 101 ] [ 102 ]             |
| New York Film Critics Online                             | 7 декабря 2019   | 10 лучших фильмов года | «Джокер»                                                                        | Победа       | [ 103 ]                     |
| New York Film Critics Online                             | 7 декабря 2019   | Лучшая мужская роль | Хоакин Феникс                                                                   | Победа       | [ 103 ]                     |
| Премия «Никкан» в области спортивного кино               | 12 декабря 2019  | Лучший иностранный фильм | «Джокер»                                                                        | Номинация    | [ 104 ]                     |
| NME Awards                                               | 12 февраля 2020  | Лучший фильм | «Джокер»                                                                        | Номинация    | [ 105 ]                     |
| NME Awards                                               | 12 февраля 2020  | Лучший киноактёр | Хоакин Феникс                                                                   | Номинация    | [ 105 ]                     |
| Премия Общества онлайн-кинокритиков                      | 6 января 2020    | Лучшая мужская роль | Хоакин Феникс                                                                   | Номинация    | [ 106 ] [ 107 ]             |
| Премия Общества онлайн-кинокритиков                      | 6 января 2020    | Лучшая музыка к фильму | Хильдур Гуднадоуттир                                                            | Номинация    | [ 106 ] [ 107 ]             |
| Международный кинофестиваль в Палм-Спрингс               | 2 января 2020    | Приз председателя | Хоакин Феникс                                                                   | Победа       | [ 108 ] [ 109 ]             |
| Международный кинофестиваль в Палм-Спрингс               | 2 января 2020    | Премия за творческое влияние в режиссуре                                                                                    | Тодд Филлипс                                                                    | Победа       | [ 108 ] [ 109 ]             |
| Премия Гильдии продюсеров США                            | 18 января 2020   | Лучший театральный фильм | «Джокер»                                                                        | Номинация    | [ 110 ] [ 111 ]             |
| «Роберт»                                                 | 26 января 2020   | Лучший американский фильм                                                                                                   | «Джокер»                                                                        | Победа       | [ 112 ]                     |
| Премия Рондо Хаттона за классический хоррор              | 6 апреля 2020    | Лучший фильм 2019 года | «Джокер»                                                                        | Победа       | [ 113 ]                     |
| Премия Общества кинокритиков Сан-Диего                   | 9 декабря 2019   | Лучший фильм | «Джокер»                                                                        | Номинация    | [ 114 ]                     |
| Премия Общества кинокритиков Сан-Диего                   | 9 декабря 2019   | Лучшая мужская роль | Хоакин Феникс                                                                   | Победа       | [ 114 ]                     |
| Премия Общества кинокритиков Сан-Диего                   | 9 декабря 2019   | Лучший адаптированный сценарий                                                                                              | Тодд Филлипс, Скотт Сильвер                                                     | Номинация    | [ 114 ]                     |
| Премия Общества кинокритиков Сан-Диего                   | 9 декабря 2019   | Лучшее использование музыки                                                                                                 | Хильдур Гуднадоуттир                                                            | Номинация    | [ 114 ]                     |
| Премия Общества кинокритиков залива Сан-Франциско        | 16 декабря 2019  | Лучшая мужская роль | Хоакин Феникс                                                                   | Номинация    | [ 115 ]                     |
| Премия Общества кинокритиков залива Сан-Франциско        | 16 декабря 2019  | Лучшая музыка к фильму | Хильдур Гуднадоуттир                                                            | Номинация    | [ 115 ]                     |
| Премия Святого Георгия                                   | 20 апреля 2020   | Лучшая актёр иностранного кино                                                                                              | Хоакин Феникс                                                                   | Номинация    | [ 116 ]                     |
| «Спутник»                                                | 19 декабря 2019  | Лучший фильм | «Джокер»                                                                        | Номинация    | [ 117 ] [ 118 ]             |
| «Спутник»                                                | 19 декабря 2019  | Лучшая мужская роль — кинофильм                                                                                             | Хоакин Феникс                                                                   | Номинация    | [ 117 ] [ 118 ]             |
| «Спутник»                                                | 19 декабря 2019  | Лучший адаптированный сценарий                                                                                              | Тодд Филлипс, Скотт Сильвер                                                     | Победа       | [ 117 ] [ 118 ]             |
| «Спутник»                                                | 19 декабря 2019  | Лучшая музыка к фильму | Хильдур Гуднадоуттир                                                            | Победа       | [ 117 ] [ 118 ]             |
| «Спутник»                                                | 19 декабря 2019  | Лучшая операторская работа                                                                                                  | Лоуренс Шер                                                                     | Номинация    | [ 117 ] [ 118 ]             |
| «Спутник»                                                | 19 декабря 2019  | Лучшие визуальные эффекты                                                                                                   | Эдвин Ривера, Мэтью Джампа, Брайан Годвин                                       | Номинация    | [ 117 ] [ 118 ]             |
| «Спутник»                                                | 19 декабря 2019  | Лучший монтаж | Джефф Грот                                                                      | Номинация    | [ 117 ] [ 118 ]             |
| «Спутник»                                                | 19 декабря 2019  | Лучший звук | Алан Роберт Мюррей, Том Озанич, Дин А. Жупанчич                                 | Номинация    | [ 117 ] [ 118 ]             |
| «Спутник»                                                | 19 декабря 2019  | Лучшая работа художника-постановщика                                                                                        | Марк Фридберг, Лаура Баллинджер                                                 | Номинация    | [ 117 ] [ 118 ]             |
| «Спутник»                                                | 19 декабря 2019  | Лучший дизайн костюмов | Марк Бриджес                                                                    | Номинация    | [ 117 ] [ 118 ]             |
| Премия Гильдии киноактёров США                           | 19 января 2020   | Лучшая мужская роль | Хоакин Феникс                                                                   | Победа       | [ 119 ] [ 120 ]             |
| Премия Гильдии киноактёров США                           | 19 января 2020   | Лучший каскадёрский ансамбль в игровом кино                                                                                 | Каскадёрский ансамбль «Джокера»                                                 | Номинация    | [ 119 ] [ 120 ]             |
| Премия Общества кинокритиков Сиэтла                      | 16 декабря 2019  | Лучшая мужская роль | Хоакин Феникс                                                                   | Номинация    | [ 121 ]                     |
| Премия Общества кинокритиков Сиэтла                      | 16 декабря 2019  | Лучшая музыка к фильму | Хильдур Гуднадоуттир                                                            | Номинация    | [ 121 ]                     |
| Премия Общества кинокритиков Сиэтла                      | 16 декабря 2019  | Лучший злодей года | Хоакин Феникс                                                                   | Номинация    | [ 121 ]                     |
| Премия Общество операторов                               | 18 января 2020   | Оператор года — фильм | Джефф Хейли                                                                     | Победа       | [ 122 ] [ 123 ]             |
| Премия Ассоциации кинокритиков Сент-Луиса                | 15 декабря 2019  | Лучшая мужская роль | Хоакин Феникс                                                                   | Второе место | [ 124 ]                     |
| Премия Ассоциации кинокритиков Сент-Луиса                | 15 декабря 2019  | Лучший адаптированный сценарий                                                                                              | Тодд Филлипс, Скотт Сильвер                                                     | Номинация    | [ 124 ]                     |
| Премия Ассоциации кинокритиков Сент-Луиса                | 15 декабря 2019  | Лучшая операторская работа                                                                                                  | Лоуренс Шер                                                                     | Номинация    | [ 124 ]                     |
| Премия Ассоциации кинокритиков Сент-Луиса                | 15 декабря 2019  | Худший фильм | «Джокер»                                                                        | Второе место | [ 124 ]                     |
| «Таурус»                                                 | 21 ноября 2020   | Сильнейший удар | «Джокер»                                                                        | Победа       | [ 125 ]                     |
| TEC Awards                                               | 22 января 2021   | Звуковое производство фильмов                                                                                               | «Джокер»                                                                        | Номинация    | [ 126 ]                     |
| Кинофестиваль в Торонто                                  | 10 сентября 2019 | TIFF Tribute Actor Award | Хоакин Феникс                                                                   | Победа       | [ 127 ]                     |
| Премия Турецкой ассоциации кинокритиков                  | 7 января 2020    | Лучший фильм на иностранном языке                                                                                           | «Джокер»                                                                        | 5-е место    | [ 128 ]                     |
| Премия Кружка кинокритиков Ванкувера                     | 16 декабря 2019  | Лучшая мужская роль | Хоакин Феникс                                                                   | Номинация    | [ 129 ] [ 130 ]             |
| Венецианский кинофестиваль                               | 7 сентября 2019  | Золотой лев | «Джокер»                                                                        | Победа       | [ 131 ] [ 132 ]             |
| Венецианский кинофестиваль                               | 7 сентября 2019  | Graffetta d’Oro | «Джокер»                                                                        | Победа       | [ 131 ] [ 132 ]             |
| Венецианский кинофестиваль                               | 7 сентября 2019  | Soundtrack Stars | Хильдур Гуднадоуттир                                                            | Победа       | [ 131 ] [ 132 ]             |
| Венецианский кинофестиваль                               | 5 сентября 2020  | Международная премия Kinéo за лучший фильм                                                                                  | «Джокер»                                                                        | Победа       | [ 133 ]                     |
| Премия Общества специалистов по визуальным эффектам      | 29 января 2020   | Премия Общества специалистов по визуальным эффектам за выдающиеся дополнительные визуальные эффекты в художественном фильме | Эдвин Ривера, Брайс Паркер, Мэтью Джампа, Брайан Годвин, Джефф Бринк            | Номинация    | [ 134 ] [ 135 ]             |
| Премия Ассоциации кинокритиков Вашингтона                | 8 декабря 2019   | Лучшая мужская роль | Хоакин Феникс                                                                   | Номинация    | [ 136 ] [ 137 ]             |
| Премия Ассоциации кинокритиков Вашингтона                | 8 декабря 2019   | Лучший адаптированный сценарий                                                                                              | Тодд Филлипс, Скотт Сильвер                                                     | Номинация    | [ 136 ] [ 137 ]             |
| Премия Ассоциации кинокритиков Вашингтона                | 8 декабря 2019   | Лучшая музыка к фильму | Хильдур Гуднадоуттир                                                            | Номинация    | [ 136 ] [ 137 ]             |
| Премия Кружка женщин-кинокритиков                        | 9 декабря 2019   | Лучшая мужская роль | Хоакин Феникс                                                                   | Второе место | [ 138 ]                     |
| Премия Кружка женщин-кинокритиков                        | 9 декабря 2019   | Премия «Самая дорогая мамочка» в номинации «Худшая экранная мама года»                                                      | Фрэнсис Конрой                                                                  | Победа       | [ 138 ]                     |
| World Soundtrack Awards                                  | 24 октября 2020  | Кинокомпозитор года | Хильдур Гуднадоуттир                                                            | Победа       | [ 139 ]                     |
| Премия Гильдии сценаристов США                           | 1 февраля 2020   | Лучший адаптированный сценарий                                                                                              | Тодд Филлипс, Скотт Сильвер                                                     | Номинация    | [ 140 ]                     |